# Ludwig Anker

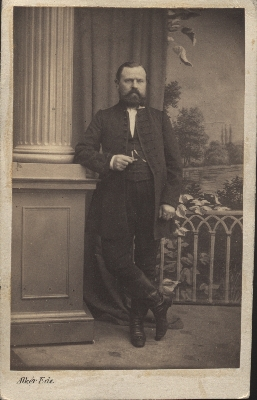
Ludwig Anker

Ludwig Anker (* 1822 in Ofen, Kaiserthum Österreich; † 1887 in Budapest, Österreichisch-Ungarische Monarchie) war ein österreichisch-ungarischer Entomologe und Insektenhändler.

## Leben
Ludwig Anker war der Sohn eines Gastwirtes in Ofen. Er arbeitete nach dem Gymnasium zunächst ab 1846 bei der königlichen Statthalterei, pachtete 1850 das Ofener Kaiserbad, später das Königsbad und wechselte 1857 zur Ofener Sparkasse, bei der er in der Folge bis zu seinem gesundheitsbedingten Ruhestand im Jahr 1876 als Buchhalter wirkte. 
Er unternahm zahlreiche entomologische Exkursionen, die er zum Teil gemeinsam mit seinem Bruder Rudolph durchführte, hatte daneben eine Passion für die Jagd und konnte sich vom Erlös seiner Verkäufe ein „nettes Häuschen mit einem hübschen Gärtchen“ anschaffen. In der Entomologie ist er unter anderem Erstbeschreiber vom Steppen-Frostspanner Chondrosoma fiduciaria Anker, 1854, einem Schmetterling (Nachtfalter) aus der Familie der Spanner (Geometridae).
Er war seit 1860 mit Elisabetha, geborene Igelhard, verheiratet, die das Interesse für Entomologie mit ihm teilte.

## Schriften (Auswahl)
- Beschreibung eines neuen Spanners aus der Ofner Gegend in Ungarn. In: Verhandlungen des Zoologisch-Botanischen Vereins in Wien, 4, Sitzungsberichte, Wien 1854, S. 111–112 (biodiversitylibrary.org)
- Ein neues Microlepidopteron aus Ungarn, Butalis Emichi. In: Entomologische Zeitung, 31,  Stettin 1870, S. 143–144 (biodiversitylibrary.org)